# Інфільтраційні родовища
Інфільтраційні родовища (рос. инфильтрационные месторождения, англ. percolated deposits; нім. Infiltrationslagerstätten f pl) — скупчення мінеральної маси в корі вивітрювання, утворені продуктами перевідкладення мінеральної речовини в процесі її інфільтрації. 
Глибинні гірські породи і первинні руди, виведені до поверхні Землі, стають хімічно нестійкими і під впливом води, вуглекислоти і кисню перетворюються в нову, хімічно стійку в цих умовах мінеральну масу кори вивітрювання. Частина мінеральних сполук при цьому переходить в розчин ґрунтових вод і фільтрується по тріщинах і порах гірських порід в глибину. У зв'язку зі зміною на глибині кислої і окиснювальної обстановки на лужну і відновлювальну деякі розчинені мінеральні сполуки відновлюються, стають знову нерозчинними, випадають в осад на певній глиби-ні від поверхні Землі і формують І.р. У їх утворенні важливе значення відіграють геохімічні бар'єри — ділянки різкої зміни умов міграції рудоносних ґрунтових вод. Поклади І.р. розташовуються перев. поблизу рівня ґрунтових вод на глибині до дек. десятків-сотень м, мають пластову і складнішу форму і розміри, що досягають сотень м. 
У багатьох випадках І.р. доступні для відкритої розробки. До них належать родов. руд урану, міді, сірки самородної. 